# Paul Ostoya
Paul Kinderfreund dit Paul Ostoya (Paris 17e, 15 juin 1904 - Paris 14e, 27 août 1969) est un journaliste français, mycologue et botaniste. 

## Biographie
Darwinien convaincu, il fut rédacteur en chef de la revue La Nature de 1951 à 1969, producteur d'émissions scientifiques à la radiodiffusion nationale, président de la Fédération française des sociétés de sciences naturelles, secrétaire général de la société mycologique de France.
Il est l'oncle de l'évolutionniste Louis Thaler.

## Publications
- Études. Poèmes, 1945

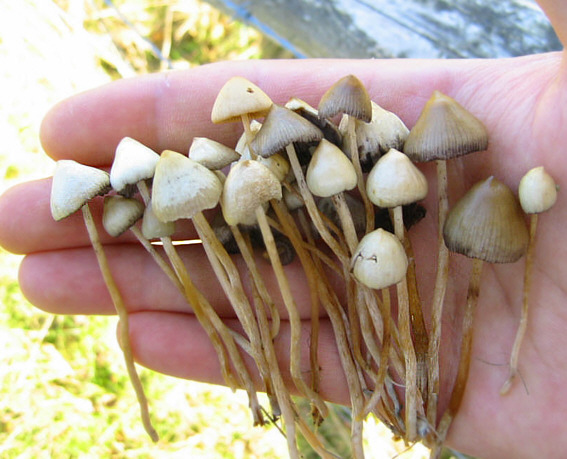
Psilocybe semilanceata, un champignon hallucinogène

- Les Théories de l'évolution. Préface de Roger Heim, 1951
- Maupertuis et la Biologie, Revue d'Histoire des Sciences et de leurs Applications n° 1, janvier-mars 1954
- Hydroélectricité et protection de la nature, La Nature N°3250 - Février 1956
- L’appareil de Golgi et l’ergastoplasme dans les cellules végétales, La Nature N°3267 - Juillet 1957
- Les Champignons hallucinogènes du Mexique, La Nature N°3272 - décembre 1957
- La science à l’exposition de Bruxelles, La Nature N°3279 - Juillet 1958, cosigné Gaston Cohen et Paul Ostoya
- Le sang de pintade, injecté à des poules, modifie le plumage de leur descendance, La Nature N°3339 - Juillet 1963
- Dans les cultures in vitro, des cellules fusionnent, donnant des lignées hybrides, La Nature N° 3361 - Mai 1965
- La rupture ou le relâchement des lysosomes expliquent maints processus pathologiques, La Nature N°3369 - Janvier 1966

## Dédicaces
L'espèce Armillaria ostoyae lui a été dédiée par Henri Romagnesi. L'espèce Strossmayeria bakeriana (Henn.) Iturr s'est également nommée Helminthosporium ostoyae Bertault et Strossmayeria ostoyae Bertault avant d'être rebaptisée.